# GameTek
GameTek était un éditeur de jeux vidéo basé à North Miami Beach dans l'État de Floride aux États-Unis. Elle était connue pour ses adaptations de jeux télévisés. 

## Histoire
GameTek était en fait la marque de commerce de IJE, Inc., société détenant les licences vidéoludiques de plusieurs jeux télévisés dont entre autres Jeopardy et Wheel of Fortune. Au départ, IJE sous-traite l'édition de ses jeux à Sharedata Inc., une entreprise de Chandler en Arizona,. À partir de 1988, IJE sort ses premiers jeux sous GameTek bien que le partenariat avec Sharedata se poursuit en concomitance jusqu'en 1989 inclusivement,.  
Après s'est faite connaitre pour ses jeux télévisés, Gametek sécurise des licences de titres européens pour le marché nord-américain tels que Frontier: Elite II and The Humans. 
GameTek diminue ses activités d'édition en 1996, transférant la majorité de celles-ci à Phillips.
GameTek était en cessation de paiements en 1997. Elle a déclaré faillite en décembre 1997 et a fermé le 20 juillet 1998. Certains des actifs de la société ont été acquis par Take-Two Interactive.

## Jeux
- American Gladiators
- Brutal: Paws of Fury
- Bureau 13
- Classic Concentration
- Daemon's Gate: Volume One - Dorovan's Key
- Dark Colony
- Double Dare (en)
- Family Feud (1991, 1993 et 1994)
- Frantic Flea (en)
- Frontier: Elite II
- Frontier: First Encounters
- Full Throttle: All-American Racing
- Hollywood Squares
- The Humans
- Jeopardy!
- Jeopardy! Sports Edition
- NET: Zone
- Nigel Mansell's World Championship
- Nomad (en)
- Now You See It
- Press Your Luck
- The Price Is Right
- The Revenge of Fu Manchu
- Quarantine (en)
- Quarantine II: Road Warrior
- Race Days (en)
- Robotech: Crystal Dreams (en)
- Star Crusader (en) (version européenne)
- Super Password
- Super Street Fighter II Turbo PC
- Tarzan: Lord of the Jungle (en)
- Valkyrie (pour Macintosh)
- Wheel of Fortune
- Yogi Bear's Gold Rush